# Cheonan Hyundai Capital Skywalkers
Die Cheonan Hyundai Capital Skywalkers VC (koreanisch: 천안 현대캐피탈 스카이워커스 배구단) sind eine südkoreanische Männer-Volleyballmannschaft aus Cheonan, Chungcheongnam-do die seit 2005 in der V-League spielt. Der Verein ist auch durch seinen ehemaligen Namen Hyundai Capital VC bekannt.

## V-League-Team
Der Kader für die Saison 2018/19 besteht aus folgenden Spielern:
| Name             | Nr. | Nation   | Größe  | Geburtsdatum  | Position |
| ---------------- | --- | -------- | ------ | ------------- | -------- |
| Kang Byeong-mo   | 17  | Südkorea | 1,89 m | 26. Jan. 1996 | AA       |
| Moon Sung-min    | 15  | Südkorea | 1,98 m | 14. Sep. 1986 | AA       |
| Park Ju-hyeong   | 9   | Südkorea | 1,93 m | 5. Aug. 1987  | AA       |
| Lee Shi-uh       | 3   | Südkorea | 1,88 m | 7. Apr. 1994  | AA       |
| Lee Yeon-seong   | 25  | Südkorea | 1,88 m | 4. Mai 1995   | AA       |
| Jeon Kwang-ihn   | 12  | Südkorea | 1,94 m | 18. Sep. 1991 | AA       |
| Heo Su-bong      | 7   | Südkorea | 1,97 m | 7. Apr. 1998  | AA       |
| Choi Myeong-keun | 24  | Südkorea | 1,97 m | 27. Juli 1996 | D        |
| Krisztián Pádár  | 14  | Ungarn   | 1,97 m | 14. Okt. 1994 | D        |
| Kim Jae-hwi      | 19  | Südkorea | 2,01 m | 6. Sep. 1993  | MB       |
| Park Jun-hyeok   | 10  | Südkorea | 2,05 m | 23. Feb. 1997 | MB       |
| Shin Yeong-seok  | 18  | Südkorea | 1,98 m | 4. Okt. 1986  | MB       |
| Cha Yeong-shik   | 1   | Südkorea | 1,93 m | 17. Apr. 1994 | MB       |
| Hong Min-ki      | 13  | Südkorea | 1,97 m | 14. Mai 1993  | MB       |
| Song Ji-min      | 20  | Südkorea | 1,86 m | 17. Aug. 1991 | Z        |
| Lee Seung-won    | 6   | Südkorea | 1,88 m | 11. Apr. 1993 | Z        |
| Lee Won-jung     | 16  | Südkorea | 1,87 m | 6. Apr. 1995  | Z        |
| Park Jong-yeong  | 2   | Südkorea | 1,78 m | 1. Nov. 1986  | L        |
| Yeo Oh-hyeon     | 5   | Südkorea | 1,75 m | 2. Sep. 1978  | L        |
| Lee Dae-seong    | 4   | Südkorea | 1,83 m | 25. Juni 1996 | L        |
| Ham Hyeong-jin   | 8   | Südkorea | 1,86 m | 25. Juni 1995 | L        |

Positionen: AA = Annahme/Außen, D = Diagonal, L = Libero, MB = Mittelblock, Z = Zuspiel, U = Universal

## Spielstätte
Cheonan Hyundai Capital Skywalkers VC tragen ihre Heimspiele in der rund 5500 Zuschauer fassenden Yu-Kwan-sun-Arena in Cheonan aus.

## Geschichte

### Halbprofi-Jahre (1983–2004)

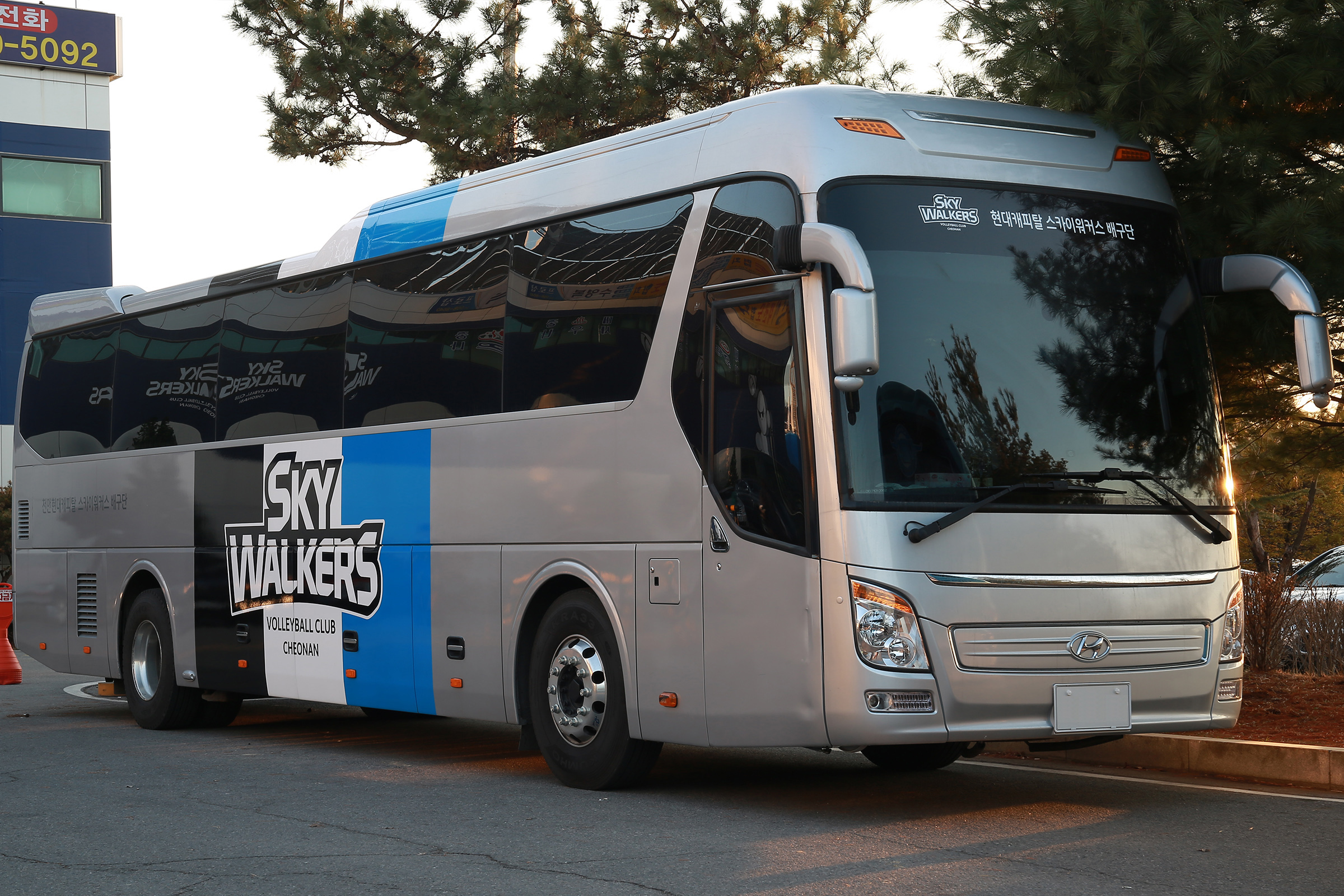
Mannschaftsbus der Skywalkers

Gegründet wurde der Verein 1983 unter ihren damaligen Namen Hyundai Motor Service VC und traten damals in der Halbprofessionell- betriebenen Korean Volleyball Superleague an. Erster Trainer des Verein wurde Song Man-ki. Der Verein gewann die Liga 1986 und in der darauffolgend zweimal ausgetragenen 1987-Spielzeit. 1990 übernahm mit Lee In ein neuer Trainer den Posten. 1993 wurde Lee In durch Kang Man-su, einen ehemaligen Volleyballspieler von Hyundai Trainer des Vereins. Unter ihm konnte der Verein 1994 und 1995 die Meisterschaft feiern. 1999 nannte sich der Verein in Hyundai Motors VC um. 2001 übernahm mit Song Man-deok ein neuer Trainer den Chefposten. Zwei Jahre darauf übernahm Kim Ho-cheol den Posten von Song Man-deok.

### Erste Profijahre (2005–2010)
Nach Gründung der V-League gab am 15. Februar 2005 der Verein bekannt, der V-League beizutreten. Zu diesem Zweck zog der Verein nach Cheonan um und nannte sich in Cheonan Hyundai Capital Skywalkers VC um.
In ihrer Premierensaison erreichte der Verein auf Anhieb den 2. Platz in der Regulären Saison und qualifizierte sich für die Play-off-Spiele. Dort scheiterte der Verein allerdings an den Daejeon Samsung Fire Bluefangs mit 1:3 nach Spielen. In der darauffolgenden Saison 2005/06 verbesserte sich der Verein auf Platz 1 der Regulären Saison. Im Play-off-Finale traf man erneut auf die Daejeon Samsung Fire Bluefangs VC, welche man diesmal in einem spannenden Finale 3:2 nach Spielen schlagen konnte und somit schon in der 2. Profispielzeit die Meisterschaft gewann. 2006 traten sie im neugegründeten KOVO-Cup an. Im KOVO-Cup 2006 konnten sie die Gruppenphase erfolgreich meistern und traten im Halbfinale gegen KEPCO VC an und konnte diese mit 3:1 nach Sätzen schlagen. Im Finale trafen die erneut auf die Daejeon Samsung Fire Bluefangs VC, die sie erneut nach Sätzen 3:1 schlagen konnten und somit Pokalsieger wurden.
Mit den Pokalsieg und den vorher errungenen Meisterschaft im Rücken ging der Verein in die neue Spielzeit 2006/07. Dort konnte der Verein erneut die Reguläre Saison auf Platz 1 abschließen. Im Play-off-Finale traf man auf die Daejeon Fire Bluefangs VC. Im Best-of-3-Modus gewann der Verein das Finale souverän mit 3:0 nach gewonnenen Spielen und konnte den Titel erstmals sogar verteidigen. In der zweiten Austragung des KOVO-Cups meisterte der Verein erneut die Gruppenphase erfolgreich und traf anschließend auf den mittlerweile rivalisierenden Verein Daejeon Fire Bluefangs VC. Das Halbfinalspiel unterlagen sie diesmal allerdings mit 0:3 nach Sätzen. Der Verein erreichte in der Ligaspielzeit 2007/08 erstmals nicht mehr den 1. Platz in der Regulären Saison. Der Verein schloss auf Platz 2 die Reguläre Saison ab. Im Play-off-Halbfinale trafen sie auf Incheon Korean Air Jumbos VC, welche man mit 2:1 gewonnenen Spielen schlagen konnte und sich für das Finale qualifizierte. Dort traf man erneut auf Daejeon Fire Bluefangs VC. Sie unterlagen allerdings diesmal Daejeon mit 0:3 gewonnenen Partien und konnten diesmal den Titel nicht verteidigen. Im 2008 ausgetragenen KOVO-Cup konnte der Verein die Gruppenphase erneut meistern und trafen im Halbfinale auf LIG-Versicherung VC, welche man mit 3:1 nach Sätzen schlagen konnte. Im Finale traf man auf den Kontrahenten aus Daejeon, welche man knapp mit 3:2 nach Sätzen schlagen konnte.
Mit den erneuten Pokalgewinn im Rücken wollte man den 1. Platz der Regulären Saison erreichen. Am Ende erreichte der Verein allerdings nur den 2. Platz. Im Play-off-Finale traf man erneut auf Daejeon. Das Finale ging mit 1:3 gewonnenen Partien zugunsten Daejeons aus. In der Pokalsaison 2009, spielte Hyundai wieder stark auf. Die Gruppenphase konnten sie wieder erfolgreich meistern. Im anschließenden Finale trafen sie auf die Incheon Korean Air Jumbos VC, welche man durch zwei 3:0 Sätze schlagen konnte und erneut den Pokal gewann. In der Liga erreichte der Verein erneut den 2. Platz in der Regulären Saison und qualifizierte sich für die Play-off-Spiele. Im Halbfinale traten sie um den Finaleinzug gegen Incheon Korean Air Jumbos VC an. Sie konnten beide Spiele mit jeweils 3:0 für sich entscheiden und somit in das Play-off-Finale einziehen. Im Finale traf man erneut auf die Daejeon Samsung Fire Bluefangs VC. Im Best-Off-4-Modus verlor der Verein sehr knapp die Meisterschaft mit 3:4 gewonnenen Partien.
In die neue Pokalspielzeit ging der Verein als Titelverteidiger. Die Gruppenphase konnte der Verein wie zuvor erfolgreich überstehen und stand im Halbfinale den Incheon Korean Air Jumbos VC gegenüber. Das Halbfinalspiel ging mit 0:3 verloren. In der Liga erreichte der Verein erstmals nur den 3. Tabellenplatz in der Regulären Saison, konnte sich aber dennoch für die Play-off-Spiele qualifizieren. Im Play-off-Halbfinale traf man auf die Daejeon Samsung Fire Bluefangs VC. Der Verein verlor das Halbfinale mit 0:3 gewonnenen Partien und schied erstmals im Halbfinale aus. Nach Ende der Saison, verließ Kim Ho-cheol den Verein. Neuer Trainer des Vereins wurde Ha Jong-hwa.

### Erfolglose Jahre (2011–2015)
Unter der Führung von Ha Jong-hwa ging der Verein in den Pokalwettbewerb. Dort scheiterten sie allerdings schon in der Gruppenphasen und schieden überraschend früh aus. Im Ligawettbewerb erreichte der Verein erneut den 3. Platz und konnte sich somit wieder für die Play-off-Spiele qualifizieren. Im Viertelfinale-Play-off trafen sie auf die Suwon KEPCO Vixtorm VC. Das Hinspiel konnten sie mit 3:0 und das Rückspiel mit 3:1 für sich entscheiden, sodass sie sich für das Halbfinale qualifizieren konnten. Im Halbfinale trafen sie anschließend auf die Incheon Korean Air Jumbos VC. Ihnen unterlagen sie allerdings mit 1:2 nach gewonnenen Partien und schieden somit im Halbfinale erneut aus.
In der neuen Pokalsaison konnte sich der Verein wieder bessern. Der Verein konnte wieder die Gruppenphase erfolgreich meistern und traf im Halbfinale auf LIG-Versicherung VC. Das Halbfinalspiel konnten sie mit 3:0 erfolgreich für sich beenden. Im Finale des Pokal standen sie den Seoul Dreamsixs VC gegenüber. Die Seoul Dreamsixs VC konnten sie mit 3:1 schlagen und somit den Pokal erneut gewinnen. In der Liga erreichte der Verein wieder den 3. Platz in der Regulären Saison und trafen anschließend im Halbfinale der Play-offs auf Incheon Korean Air Jumbos VC. Im Best-Off-2-Modus unterlag der Verein mit 0:2 nach gewonnenen Partien. Nach Ablauf der Spielzeit verlängerte Ha Jong-hwa nicht den Vertrag, so dass er den Verein verließ. Nachfolger von ihm wurde der langjährige Trainer Kim Ho-cheol.
Die Pokalsaison 2014 verlief sehr schlecht unter Kim Ho-cheol. Der Verein scheiterte als Titelverteidiger erneut in der Gruppenphase. In der Liga hingegen lief es wieder besser. Der Verein erkämpfte sich in der Regulären Saison den 2. Tabellenplatz. Im Halbfinale trafen sie erneut auf Incheon Korean Air Jumbos VC, welche man diesmal mit 3:0 und 3:1 schlagen konnte. Im anschließenden Finale traf man erneut auf Daejeon Samsung Fire Bluefangs VC. Das Finale ging mit 1:3 nach gewonnenen Partien verloren.
Im KOVO-Cup konnte der Verein erneut nicht die Gruppenphase meistern und schied wieder sehr früh aus. Die Ligasaison verlief ebenfalls schlecht. Der Verein beendete die Saison erstmals auf den 5. Tabellenplatz und konnte sich somit nicht für die Play-offs qualifizieren. Der Verein entließ aufgrund der schlechten Saison Kim Ho-cheol wieder und stellten mit Choi Tae-ung einen neuen Trainer vor.

### Choi Tae-ung-Ära (seit 2016)
Unter Choi Tae-ung konnte der Verein im KOVO-Cup ebenfalls sich nicht für die Play-offs qualifizieren und scheiterte erneut in der Gruppenphase. In der Liga hingegen, lief es besser. In der Regulären Saison erreichte der Verein erstmals wieder den 1. Tabellenplatz. Im Finale trafen sie erstmals auf die Ansan OK Savings Bank Rush & Cash. Das Finale ging allerdings mit 1:3 nach gewonnenen Partien erneut verloren. 2017 konnte der Verein im Pokal erneut nicht die Gruppenphase meistern und schied sehr früh wieder aus. In der Liga hingegen lief es wieder besser. Der Verein erreichte nach Ende der Regulären Saison den 2. Platz. Im Halbfinale trafen sie anschließend auf Suwon KEPCO Vixtorm VC und konnten diese mit 2:0 nach gewonnenen Partien schlagen. Im Finale erwarteten sie die Incheon Korean Air Jumbos VC wieder. Im Best-off-3-Modus konnte der Verein erstmals seit längerer Zeit wieder mit 3:2 nach gewonnenen Partien das Finale für sich entscheiden und Volleyballmeister werden.
Mit der Meisterschaft im Rücken konnte der Verein im KOVO-Cup erstmals wieder die Gruppenphase meistern. Im Halbfinale trafen sie auf die Daejeon Samsung Fire Bluefangs VC. Das Spiel ging mit 1:3 nach Sätzen verloren. In der Liga konnte der Verein in der Regulären Saison erneut den 1. Platz erkämpfen. Im anschließenden Finale trafen sie auf die Incheon Korean Air Jumbos VC. Der Verein konnte allerdings im Best-off-3-Modus Incheon nicht schlagen und verloren mit 1:3 nach gewonnenen Partien das Finale.

### Historie-Übersicht
| Saison  | Liga     | Pl. | Play-off           | Spiele | S  | N  | Punkte | Pokal    | Platz        | Trainer      |
| 2005    | V-League | 2   | Vizemeister        | 20     | 18 | 2  | 38     | KOVO-Cup |              | Kim Ho-cheol |
| 2005/06 | V-League | 1   | Meister            | 35     | 31 | 4  | 31     | KOVO-Cup | Gewinner     | Kim Ho-cheol |
| 2006/07 | V-League | 1   | Meister            | 30     | 24 | 6  | 24     | KOVO-Cup | Halbfinale   | Kim Ho-cheol |
| 2007/08 | V-League | 2   | Vizemeister        | 35     | 24 | 11 | 24     | KOVO-Cup | Gewinner     | Kim Ho-cheol |
| 2008/09 | V-League | 2   | Vizemeister        | 35     | 28 | 7  | 28     | KOVO-Cup | Finalist     | Kim Ho-cheol |
| 2009/10 | V-League | 2   | Vizemeister        | 36     | 26 | 10 | –      | KOVO-Cup | Gewinner     | Kim Ho-cheol |
| 2010/11 | V-League | 3   | Halbfinalist       | 30     | 22 | 8  | –      | KOVO-Cup | Halbfinale   | Kim Ho-cheol |
| 2011/12 | V-League | 3   | Halbfinalist       | 36     | 22 | 14 | 70     | KOVO-Cup | Gruppenphase | Ha Jong-hwa  |
| 2012/13 | V-League | 3   | Halbfinalist       | 30     | 18 | 12 | 52     | KOVO-Cup | Gewinner     | Ha Jong-hwa  |
| 2013/14 | V-League | 2   | Vizemeister        | 30     | 21 | 9  | 61     | KOVO-Cup | Gruppenphase | Kim Ho-cheol |
| 2014/15 | V-League | 5   | Nicht Qualifiziert | 36     | 15 | 21 | 52     | KOVO-Cup | Gruppenphase | Kim Ho-cheol |
| 2015/16 | V-League | 2   | Vizemeister        | 36     | 28 | 8  | 81     | KOVO-Cup | Gruppenphase | Choi Tae-ung |
| 2016/17 | V-League | 2   | Meister            | 36     | 23 | 13 | 68     | KOVO-Cup | Gruppenphase | Choi Tae-ung |
| 2017/18 | V-League | 1   | Vizemeister        | 36     | 22 | 14 | 70     | KOVO-Cup | Halbfinale   | Choi Tae-ung |
| 2018/19 | V-League |     |                    | 36     |    |    |        | KOVO-Cup |              | Choi Tae-ung |

### Rivalität
Die Skywalkers sind mit den Daejeon Samsung Fire Bluefangs rivalisiert. Ihr Derby nennt sich V-Classic Match und existiert aufgrund ihrer Sportlichen Rivalität. Dasselbe gilt auch für die Rivalität mit Incheon Korean Air Jumbos VC. Die Skywalkers sind auch aufgrund der geografischen Nähe mit Suwon KEPCO Vixtorm VC rivalisiert.